# Wacław Przypkowski
Wacław Przypkowski (zm. 1659) – działacz braci polskich. Był synem Mikołaja i jego drugiej żony Barbary Stanówny, bratem przyrodnim Samuela i Krzysztofa.

## Życiorys
Przypuszczalnie pierwsze nauki pobierał w Lusławicach, gdzie seniorem tamtejszego zboru braci polskich był jego ojciec. Niewykluczone, że podobnie jak bracia, odbył studia zagraniczne. Po śmierci ojca odziedziczył miejscowości Falkowa, Bukowiec i Brzanę na Pogórzu. Był także, wraz z rodzeństwem, współwłaścicielem Gnojnika, Łopusznej, Chronowa i Borowni; działy w tych miejscowościach odsprzedał w 1625 bratu Samuelowi. Od 6 października do 23 grudnia 1648 wraz z braćmi był obecny na sejmie elekcyjnym w Warszawie. Podczas potopu szwedzkiego, podobnie jak większość jego krewnych, opowiedział się po stronie Karola X Gustawa, przez co w odwecie, pod koniec grudnia 1655, okoliczne chłopstwo splądrowało jego majątki w Brzanie i Falkowej.